# Maumelle, Arkansas
Maumelle là một thành phố thuộc quận Pulaski, tiểu bang Arkansas, Hoa Kỳ. Năm 2010, dân số của thành phố này là 17163 người.

## Dân số
- Dân số năm 2000: 10557 người.
- Dân số năm 2010: 17163 người.